# Ducula goliath
Il piccione imperiale di Nuova Caledonia (Ducula goliath G. R. Gray, 1859) è un uccello della famiglia dei Columbidi diffuso nella Nuova Caledonia.